# Tonio Selwart

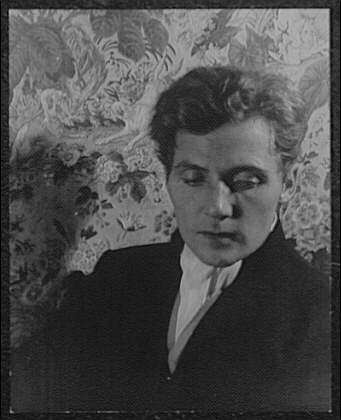
Tonio Selwart, 1933 fotografiert von Carl Van Vechten

Tonio Selwart (* 9. Juni 1896 in Wartenberg, Bayern als Anton Theodor Selmair; † 2. November 2002 in New York, Vereinigte Staaten) war ein deutsch-amerikanischer Schauspieler, der sich in den USA niederließ und 1938 die Staatsbürgerschaft der USA annahm.

## Leben und Wirken
Selmair entstammte einer über mehrere Generationen hinweg im Arztberuf tätigen Familie; sein Vater Dr. Anton Selmair betrieb in München ein Sanatorium. Selmair junior studierte nach seinem Militärdienst während des Ersten Weltkriegs in der österreich-ungarischen Armee in Wien und München ebenfalls einige Semester Medizin, entschied sich aber schließlich für die Schauspielerei. Von Gustav Waldau und in Wien erhielt er klassischen Schauspielunterricht und startete nach dem Abschluss der Schauspielschule 23-jährig seine künstlerische Laufbahn.
Seit 1919 unternahm er vor allem Tourneen (in die bayerische Provinz, aber auch nach München an die Bayerische Landesbühne 1929), gelegentlich erhielt Selwart auch Festengagements (z. B. am Stadttheater im schweizerischen St. Gallen 1930/31). Zu seinen bekanntesten Rollen zählen der Prinz von Homburg in dem gleichnamigen Kleist-Stück. 1932 führte ihn eine Gastspielreise in die USA, wo er erstmals im Oktober 1932 mit seinen New Yorker Auftritten in den Inszenierungen von Liliom und Die Kameliendame auf sich aufmerksam machte. Verheiratet war er mit Claire Volkhart, eine Malerin und Wachsbossiererin, geboren in Düsseldorf 1886, welche dort im Jahre 1935 verstarb.
Als Hitler in Deutschland im Januar 1933 an die Macht kam, entschloss sich Selwart dazu, in den USA zu bleiben und setzte in New York seine Bühnenlaufbahn fort. Bis Ende der 1950er Jahre sah man ihn in so unterschiedlichen Inszenierungen wie The Pursuit of Happiness, The Laughing Woman, Flight Into China, Russian Bank, Candle in the Wind, Temper the Wind, The Hidden River, Lute Song und And the Wind Blows.
Inmitten des Zweiten Weltkriegs kamen Angebote aus Hollywood hinzu. Seit seinem Debüt 1942 als Prager Gestapochef Haas in Fritz Langs Widerstandskampf-Drama um die Ermordung Reinhard Heydrichs, Auch Henker sterben, wurde er bis kurz vor Kriegsende mit einer Reihe von stark klischeebehafteten Rollen – vor allem Nazis und Wehrmachtsuniformträger – betraut. Selwart spielte den Major Brühl in The Cross of Lorraine, war der antisemitische NS-Chefideologe Alfred Rosenberg (den Selwart in den 1920er Jahren persönlich kennengelernt hatte) in The Hitler Gang, gab aber auch einen imaginären UNO-Präsidenten in Peter Ustinovs Ost-West-Satire Romanoff und Julia, stand als Ratspräsident Aranda in Die nackte Maja Kastilien vor und versuchte in der Politiker-Biographie Wilson als Kaiser Wilhelms Botschafter in Washington 1917 die USA vom Kriegseintritt gegen Deutschland abzuhalten. Mit dem Part des greisen Generals von Mackensen in dem italienischen Kriegsfilm Schlacht um Anzio erreichte Tonio Selwart seinen höchsten Militärrang im Kinofilm.
Nach dem Zweiten Weltkrieg wirkte Tonio Selwart, der mit der Familie von Thomas Mann gut bekannt war, auch in Fernsehproduktionen (Serie Zorro und einige Gastauftritte) mit. Selwart verstarb im Alter von 106 Jahren in seiner Wahlheimat seit sieben Jahrzehnten, Manhattan, an einer Lungenentzündung. Beerdigt wurde er im Familiengrab zu Wartenberg.

## Filmografie (Auswahl)
- 1943: Auch Henker sterben (Hangmen Also Die!)
- 1943: Aufstand in Trollness (Edge of Darkness)
- 1943: The North Star
- 1943: The Cross of Lorraine
- 1944: Tampico
- 1944: The Hitler Gang
- 1944: Wilson
- 1944: Strange Affair
- 1947: Die Unbesiegten (Unconquered)
- 1951: Spione, Liebe und die Feuerwehr (My Favorite Spy)
- 1952: Il lupo della frontiera
- 1954: Sehnsucht (Senso)
- 1954: Verrat (Tradita)
- 1954: Die barfüßige Gräfin (The Barefoot Contessa)
- 1956: Die schöne Helena (Helen of Troy)
- 1956: Blutroter Kongo (Congo Crossing)
- 1958: Sturm im Osten (La tempesta)
- 1958: Die nackte Maja (The Naked Maja)
- 1960: Jovanka und die anderen (Five Branded Women)
- 1961: Romanoff und Julia (Romanoff and Juliet)
- 1962: Ein sonderbarer Heiliger (The Reluctant Saint)
- 1963: Zorro, der Mann mit den zwei Gesichtern (Il segno di Zorro)
- 1963: Preston & Preston (The Defenders, Fernsehserie, Folge 2x29)
- 1968: Schlacht um Anzio (Anzio)
- 2018: The Other Side of the Wind [1970 bis 1976 gefilmt]